# Nova Olinda do Norte
Nova Olinda do Norte este un oraș în unitatea federativă Amazonas (AM) din Brazilia.